# Troublemaker (chanson de Nanase Aikawa)
Pour les articles homonymes, voir Troublemaker.
Singles de Nanase Aikawa
Koigokoro
(1996) Sweet Emotion
(1997)
Troublemaker est le 6e single de Nanase Aikawa, sorti sous le label Avex Trax le 13 février 1997 au Japon. Il atteint la 2e place du classement de l'Oricon et reste classé pendant 10 semaines pour un total de 507 650 exemplaires vendus. Troublemaker et Tori ni Naretara se trouvent sur l'album Paradox et la compilation ID. Troublemaker se trouve également sur la compilation Rock or Die.

## Liste des titres
| 1. | Troublemaker (トラブルメイカー)                    |  |
| 2. | Tori ni Naretara (鳥になれたら)                    |  |
| 3. | Troublemaker (Original Karaoke) (トラブルメイカー) |  |